# Масо-габаритні макети зброї
Масо-габаритні макети зброї — деактивована зброя приведена в установленому порядку в непридатний для стрільби стан, призначена для індивідуального колекціонування або використання з навчальною метою.
Макети зброї має масу справжньої та складається з оригінальних деталей. Це дозволяє використовувати її для набуття навичок розбирання та складання зброї. Може використовуватися у тренуваннях обеззброєння супротивника при погрозі вогнепальною зброєю.. При обладнанні спеціальними електронними пристроями дає змогу відпрацьовувати навички стрільби. 